# Peter DeRose
Peter DeRose (* 10. März 1900 in New York; † 23. April 1953 ebenda) war ein US-amerikanischer Jazz-Komponist und Songwriter während der Tin-Pan-Alley-Ära. Er wurde in die amerikanische Songwriters Hall of Fame aufgenommen.

## Werdegang
DeRose zeigte schon als Kind großes Interesse an Musik. Er lernte von einer älteren Schwester das Klavierspiel und veröffentlichte ein erstes eigenes Werk im Alter von 18 Jahren. Nach dem Abschluss der Highschool arbeitete er zunächst als Angestellter in einem Musikladen. 1920 fand er durch seine sehr erfolgreiche Komposition When You’re Gone, I Won’t Forget eine Anstellung im New Yorker Büro des italienischen Musikverlegers G. Ricordi & Co.
1923 traf er die Ukulele-Spielerin May Singhi Breen (1895–1970), die im Radio mit der weiblichen Ukulele-Gruppe „Syncopators“ auftrat. Es entwickelte sich eine Liebesbeziehung zwischen den beiden und sie verließ die Gruppe, um mit DeRose in einer NBC-Musikradioshow namens „Sweethearts of the Air“ aufzutreten, wobei DeRose Klavier und sie Ukulele spielte. Die populäre Radioshow der beiden Künstler, die bald heirateten, lief 16 Jahre. Die Show ermöglichte ihnen nicht nur ein Leben in Wohlstand, sondern gab DeRose auch Gelegenheit, viele seiner Kompositionen vorzustellen.
DeRose arbeitete zusammen mit vielen bekannten Textern wie Charles Tobias, Al Stillman, Carl Sigman und Billy Hill. Einige von DeRoses bekanntesten Werken sind:
- Somebody Loves You (1932) – Klavierstück mit Text aufgenommen von Eddy Arnold 1966;
- Wagon Wheels (1934) – Song für ein Broadwaymusical, gespielt von den Ziegfeld Follies  1934 und gecovert von Sängern wie Bing Crosby und Paul Robeson;
- When the Deep Purple Falls (1934) – aufgenommen u. a. von Nino Tempo und April Stevens, später von Donny und Marie Osmond;
- Rain (1934) – gesungen von Ella Fitzgerald;
- Buona Sera (Good Night) – Musik von Peter DeRose und Lyrics von Carl Sigman. Erstmals 1950 vertont von Mercury Records, gesungen durch Louis Prima und Keely Smith & Chorus, 1958 auch von Dean Martin, Adriano Celentano, u. v. a.)[1][2]
- Have You Ever Been Lonely? (1933) – Originalhit für das Paul-Whiteman-Orchester, auch aufgenommen von Teresa Brewer 1960, Patsy Cline 1961 und Jim Reeves 1962;
- On a Little Street in Singapore (1938) – für Harry James und Frank Sinatra;
- A Marshmallow World (1949) – ein Weihnachtslied aufgenommen von mehreren Künstlern einschließlich 1963 von Johnny Mathis, Dean Martins Christmasalbum 1966 und Kim Stockwood 1999.

Die Musik von Peter DeRose wurde von vielen Künstlern gecovert, darunter John Coltrane, Spike Jones, Art Tatum, Les McCann und Peggy Lee. Zusätzlich zu der Musik für Wagon Wheels schrieb Peter DeRose Lieder für die Broadwaymusicals Yes Yes Yvette und Earl Carroll’s Vanities of 1928. Gemeinsam mit Bert Shefter und Mitchell Parish schrieb er 1930 The Lamp Is Low.
Das bekannteste seiner Lieder, When the Deep Purple Falls, inspirierte auch die Rockgruppe „Deep Purple“, die die Kurzform des Liedtitels zu ihrem Bandnamen machte. Komponiert wurde das Lied 1934 als Klavierstück und einige Jahre später von Mitchell Parish mit Text versehen. Es war der Tophit für Larry Clinton & His Orchestra 1939 und auch Artie Shaw mit Helen Forrest, Duke Ellington, Glen Miller und Sarah Vaughan nahmen Versionen des Liedes auf. 1957 wurde es ein No.-20-Hit für Billy Ward & The Dominoes und 1963 ein Nr.-1-Hit der Top Hundert der Billboardcharts des Billboard Magazine in USA für Nino Tempo & April Stevens. Populär würde es noch einmal 1976 als Duett von Donny und Marie Osmond.
1932 schrieb Peter DeRose Musik mit Radiostar Phillips H. Lord für eines von Lord’s religiösen „Seth Parker“ Musikbüchern. DeRose komponierte 1941 Musik für die Show Ice Capades. In den 1940er und frühen 1950er Jahren schrieb er Lieder für mehrere Hollywood-Filme.
Peter DeRoses letzter Hit war You Can Do It, den er kurz vor seinem Tod im Jahr 1953 schrieb. Begraben wurde er im Kensico Cemetery in Valhalla, wo sein Grabstein die Worte trägt „Every friend he ever made, he kept“. (Jeden Freund, den er gewann, behielt er.)
Im Jahr 1970 wurde Peter DeRose in die amerikanische Songwriters Hall of Fame aufgenommen.